# Arachnopusia monoceros
Arachnopusia monoceros is een mosdiertjessoort uit de familie van de Arachnopusiidae. De wetenschappelijke naam van de soort is, als Lepralia monoceros, voor het eerst geldig gepubliceerd in 1854 door Busk.